# Vega Baja (Puerto Rico)
Vega Baja és un municipi de Puerto Rico localitzat al centre de la costa nord de l'illa, també conegut amb els noms de Ciudad del Naranjal i Ciudad del Melao Melao. Limita pel nord amb l'oceà Atlàntic; pel sud amb els municipis de Morovis i Corozal; per l'est, amb el municipi de Vega Alta; i per l'oest amb el municipi de  Manatí. Forma part de l'Àrea metropolitana de Sant Juan-Caguas-Guaynabo.
El municipi està dividit en 14 barris: Algarrobo, Almirante Norte, Almirante Sur, Cabo Caribe, Ceiba, Cibuco, Puerto Nuevo, Pugnado Adentro, Pugnado Afuera, Quebrada Arenas, Río Abajo, Río Arriba, Vega Baja Pueblo i Yeguada.